# Шиндилиари
Шиндилиари (груз. შინდილიარი, азерб. Şindilər) — село в подчинении сельской административно-территориальной единицы Дманиси, Дманисского муниципалитета, края Квемо-Картли республики Грузия со 100%-ным азербайджанским населением. Находится в юго-восточной части Грузии, на территории исторической области Борчалы.

## История
Название села упоминается в исторической книге о родах Бараташвили-Баратлыларов 1536 года, а также в документах 1701 года, во время проведенной в регионе переписи населения. В исторических источниках XIX века название села упоминается как — Шиндилар-Кяпанакчи (азерб. Şindilər-Kəpənəkçi).

## География
Село расположено на склоне горы Люкюн-Шинди, в 6 км к северо-западу от районного центра Дманиси, на высоте 1380 метров от уровня моря.
Граничит с городом Дманиси, селами Цителсакдари, Далари, Гантиади, Джавахи, Тнуси, Бослеби, Каклиани, Дагарухло, Ормашени, Бахчалари, Ипнари, Камарло, Иакубло, Кариани, Шахмарло, Согутло, Земо-Карабулахи, Гедагдаги, Квемо-Карабулахи, Саджа, Кызыладжло, Карабулахи, Пантиани, Усеинкенди, Мамишлари, Муздулари, Земо-Саламалейки, Сафигле, Мтисдзири, Земо-Орозмани, Квемо-Орозмани, Ваке, Амамло, Безакло, Сафарло, Мамишло, Ангревани, Диди-Дманиси, Машавера и Вардисубани Дманисского Муниципалитета.

## Население
По данным Государственного статистического комитета Грузии, согласно официальной переписи 2002 года, численность населения села Шиндилиари составляет 467 человек и на 100 % состоит из азербайджанцев.

## Экономика
Население в основном занимается овцеводством, скотоводством и овощеводством.

## Достопримечательности
- Средняя школа — построена в 1928 году.[7]

## Известные уроженцы
- Фахраддин Гамидов — профессор;[7]
- Гусейнов Мамед Джамал оглы — ст. преподаватель, доцент Бийского Педагогического Государственного Университета им В. М. Шукшина

### Участники Великой Отечественной войны
Село известно также своими уроженцами, участниками Великой Отечественной войны:
| - Гаджи Али Махмуд оглы — участник ВОВ, погиб в мае 1943 года. - Али Гасан оглы — участник ВОВ, погиб в ноябре 1942 года. - Алляз Керим оглы — участник ВОВ, погиб в октябре 1942 года. - Астан Мустафа оглы — участник ВОВ, погиб в октябре 1942 года. - Бабакиши Насиб оглы — участник ВОВ, погиб в апреле 1944 года. - Вали Байрам оглы — участник ВОВ, погиб в сентябре 1943 года. - Вели Рагим оглы — участник ВОВ, погиб в сентябре 1943 года. - Гаджи Байрам оглы — участник ВОВ, погиб в ноябре 1943 года. - Ахмедов Гамид Магомед оглы — участник ВОВ, умер в ноябре 2009года. - Дилбазов Анвар оглы — участник ВОВ, погиб в ноябре 1942 года. - Дурсун Гасан оглы — участник ВОВ, погиб в ноябре 1943 года. - Идрис Мамед оглы — участник ВОВ, погиб в июне 1942 года. - Иса Вели оглы — участник ВОВ, погиб в августе 1942 года. - Иса Муса оглы — участник ВОВ, погиб в августе 1943 года. - Исмаил Ахмед оглы — участник ВОВ, погиб в сентябре 1941 года. - Исмаил Мамед оглы — участник ВОВ, погиб в августе 1942 года. - Исрафил Магеррам оглы — участник ВОВ, погиб в сентябре 1945 года. - Курбанов Курбан оглы — участник ВОВ, погиб в октябре 1943 года. - Кяримов Кярим оглы — участник ВОВ, погиб в марте 1945 года. |  | - Магомед Исмаил оглы — участник ВОВ, погиб в сентябре 1943 года. - Мамед Байрам оглы — участник ВОВ, погиб в августе 1942 года. - Мамед Магомед оглы — участник ВОВ, погиб в сентябре 1942 года. - Мамед Махмуд оглы — участник ВОВ, погиб в августе 1943 года. - Мамедов Мустафа Мамед оглы — участник ВОВ, погиб в марте 1943 года. - Масим Муса оглы — участник ВОВ, погиб в августе 1943 года. - Махмуд Бабакиши оглы — участник ВОВ, погиб в ноябре 1943 года. - Махмуд Исмаил оглы — участник ВОВ, погиб в декабре 1942 года. - Микаил Мамед оглы — участник ВОВ, погиб в сентябре 1945 года. - Муса Гамид оглы — участник ВОВ, погиб в августе 1942 года. - Муса Гахраман оглы — участник ВОВ, погиб в октябре 1942 года. - Муса Магомед оглы — участник ВОВ, погиб в сентябре 1945 года. - Мустафа Муса оглы — участник ВОВ, погиб в апреле 1942 года. - Набиев Махмуд оглы — участник ВОВ, погиб в августе 1942 года. - Союн Сулейман оглы — участник ВОВ, погиб в августе 1942 года. - Союн Юсуб оглы — участник ВОВ, погиб в мае 1942 года. - Сулейманов Мовлуд Курбан оглы — участник ВОВ, погиб в августе 1943 года. - Халил Магомед оглы — участник ВОВ, погиб в сентябре 1942 года. - Юсуб Ибрагим-Халил оглы — участник ВОВ, погиб в августе 1942 года. |